# 쓰카다 마키
쓰카다 마키(일본어: 塚田 真希, 1982년 1월 5일~)는 일본의 유도 선수이다. 2004년 하계 올림픽에서 헤비급 금메달을 획득했고, 2008년 하계 올림픽에서 헤비급 은메달을 획득했다.

## 경력
이바라키현 시모쓰마시에서 태어난 쓰카다는 시모쓰마 중학교에 입학한 후 선배의 권유로 유도를 시작했다. 이후 쓰치우라니혼대학고등학교에 입학하면서 본격적으로 두각을 보였고, 1999년에 처음으로 청소년 국가대표로 발탁되어 브장송 주니어 유도 대회에서 우승했으며, 2000년에는 처음으로 성인 대표가 되었으며, 도카이 대학에 입학했다.
2001년에는 중국 베이징에서 열린 2001년 하계 유니버시아드에 참가하여 헤비급에서 중국의 위안화의 뒤를 이어 은메달을 획득했으며, 2002년에는 대한민국 부산에서 열린 2002년 아시안 게임에 무제한급에 출전하여 중국의 퉁원의 뒤를 이어 은메달을 획득했고, 2003년 9월 오사카에서 열린 2003년 세계 선수권 대회 헤비급에서 중국의 쑨푸밍의 뒤를 이어 은메달을 획득하였다.
2004년 8월 그리스 아테네에서 열린 2004년 하계 올림픽에서 쿠바의 다이마 벨트란을 꺾고 금메달을 획득했다. 2005년 이집트 카이로에서 열린 2005년 세계 선수권 대회에서 동메달을 획득했고, 2007년에는 리우데자네이루에서 열린 2007년 세계 선수권 대회에서 무제한급 부문의 금메달을 획득하였다.
2008년 베이징에서 열린 2008년 하계 올림픽에서 은메달을 획득하였다. 2010년 도쿄에서 열린 2010년 세계 선수권 대회에서 동메달을 획득했고, 대회가 끝난 후 12월에 현역 은퇴를 선언했다. 은퇴 후에는 유도 해설가, 도쿄 여자대학 유도부 감독, 도카이 대학 유도부 감독을 맡았다.